# Diaphorus flavipilus
Diaphorus flavipilus är en tvåvingeart som beskrevs av Becker 1922. Diaphorus flavipilus ingår i släktet Diaphorus och familjen styltflugor. Inga underarter finns listade i Catalogue of Life.